# Centenarul Marii Uniri

Logo Centenarul Marii Uniri 2018

Centenarul Marii Uniri a reprezentat comemorarea a 100 de ani în urma căruia toate provinciile istorice locuite de români s-au unit în anul 1918 în cuprinsul aceluiași stat național, România.  Etapele preliminare au fost Mica Unire din 1859 a Țării Moldovei cu Țara Românească și dobândirea independenței în urma războiului din 1877-1878, pe fondul renașterii naționale a românilor pe parcursul secolului al XIX-lea. Unirea Basarabiei, a Bucovinei și, în cele din urmă, a Transilvaniei cu Regatul României (așa-zisul Vechi Regat) a dus la constituirea României Mari. Realizarea unirii a fost motivul intrării României în Primul Război Mondial de partea Antantei, iar actul unirii a fost favorizat de mai mulți factori istorici:
- acțiunea politică decisivă a elitelor din Regatul României și a elitelor intelectualității românești din Austro-Ungaria în conjunctura favorabilă de la sfârșitul Primului Război Mondial
- prăbușirea Imperiului Austro-Ungar și a Imperiului Rus
- afirmarea principiului autodeterminării și a celui al naționalităților pe plan internațional, în contextul prezenței pe scară largă a sentimentului național în rândul populației românești.

Marea Unire este legată inexorabil de personalitățile regelui Ferdinand, reginei Maria și omului de stat Ionel Brătianu. Încheiată de facto la 1 decembrie 1918 odată cu unirea Transilvaniei, recunoașterea diplomatică a solicitat eforturi pe parcursul următorilor ani.
Miracolul Marii Uniri nu a fost făcut în condiții ușoare. În anul 1918, România era vlăguită de război și epidemie, parțial ocupată de armate străine și departe de aliații săi.
Centenarul a fost promovat prin Inițiativa națională cu ajutorul Fundației Siveco prin Enciclopedia „România 1918. Oameni, momente și imagini” fiind o producție a SIVECO România, în parteneriat cu instituții prestigioase de cultură și personalități ale societății românești. Academia Română a avut două inițiative: Seria de sinteze „Civilizația românească/Romanian Civilization” și Colecția „Basarabica”
Pentru acest eveniment au fost luate măsuri speciale de către Guvernul României prin Ordonanța de urgență nr. 22/2018 pentru modificarea și completarea Ordonanței Guvernului nr. 5/2017 privind stabilirea unor măsuri organizatorice la nivelul administrației publice centrale cu privire la Centenarul României.

## Legături externe
- Site web oficial
- România 1918[nefuncțională – arhivă]
- Proiecte strategice - Centenarul Marii Uniri